# Coptoprepes
Genre
Coptoprepes est un genre d'araignées aranéomorphes de la famille des Anyphaenidae.

## Distribution
Les espèces de ce genre se rencontrent au Chili et en Argentine.

## Liste des espèces
Selon World Spider Catalog (version 17.5, 19/10/2016) :
- Coptoprepes bellavista Werenkraut & Ramírez, 2009
- Coptoprepes campanensis Ramírez, 2003
- Coptoprepes casablanca Werenkraut & Ramírez, 2009
- Coptoprepes contulmo Werenkraut & Ramírez, 2009
- Coptoprepes ecotono Werenkraut & Ramírez, 2009
- Coptoprepes eden Werenkraut & Ramírez, 2009
- Coptoprepes flavopilosus Simon, 1884
- Coptoprepes laudani Barone, Werenkraut & Ramírez, 2016
- Coptoprepes nahuelbuta Ramírez, 2003
- Coptoprepes recinto Werenkraut & Ramírez, 2009
- Coptoprepes valdiviensis Ramírez, 2003
- Coptoprepes variegatus Mello-Leitão, 1940

## Publication originale
- Simon, 1884 : Arachnides recueillis par la Mission du Cap Horn en 1882-1883. Bulletin de la Société zoologique de France, vol. 9, p. 117-144 (texte intégral).